# 아디티야바르다나
아디티야바르다나는 굽타 제국의 쇠퇴기 무렵 인도 북부 타네사르의 왕이었다. 그는 푸시야부티 왕조의 세 번째 통치자였고, 프라바카라바르다나의 아버지였다. 아디티야바르다나의 아버지는 라지야바르다나 1세와 타네사르의 스리칸타 왕조의 창시자인 그의 할아버지 나라바르다나였다.
아디티야바르다나는 당대 후굽타 왕조의 왕 다모다라굽타의 딸이자 훗날 후굽타 왕조로 즉위하는 마하세나굽타의 여동생과 결혼하여 그의 왕조의 권력을 크게 상승시켰다
아디티야바르다나는 497-500년 "아디트야바르다나/가우리의 만사우르 단편 비문"에 다사푸라(만사우르) 지역을 정복한 왕으로 언급되어 있다. 이 시기는 알촌 훈족이 인도를 침략한 시기와 밀접하게 연관되어 있다.